# Perry Anderson (Historiker)

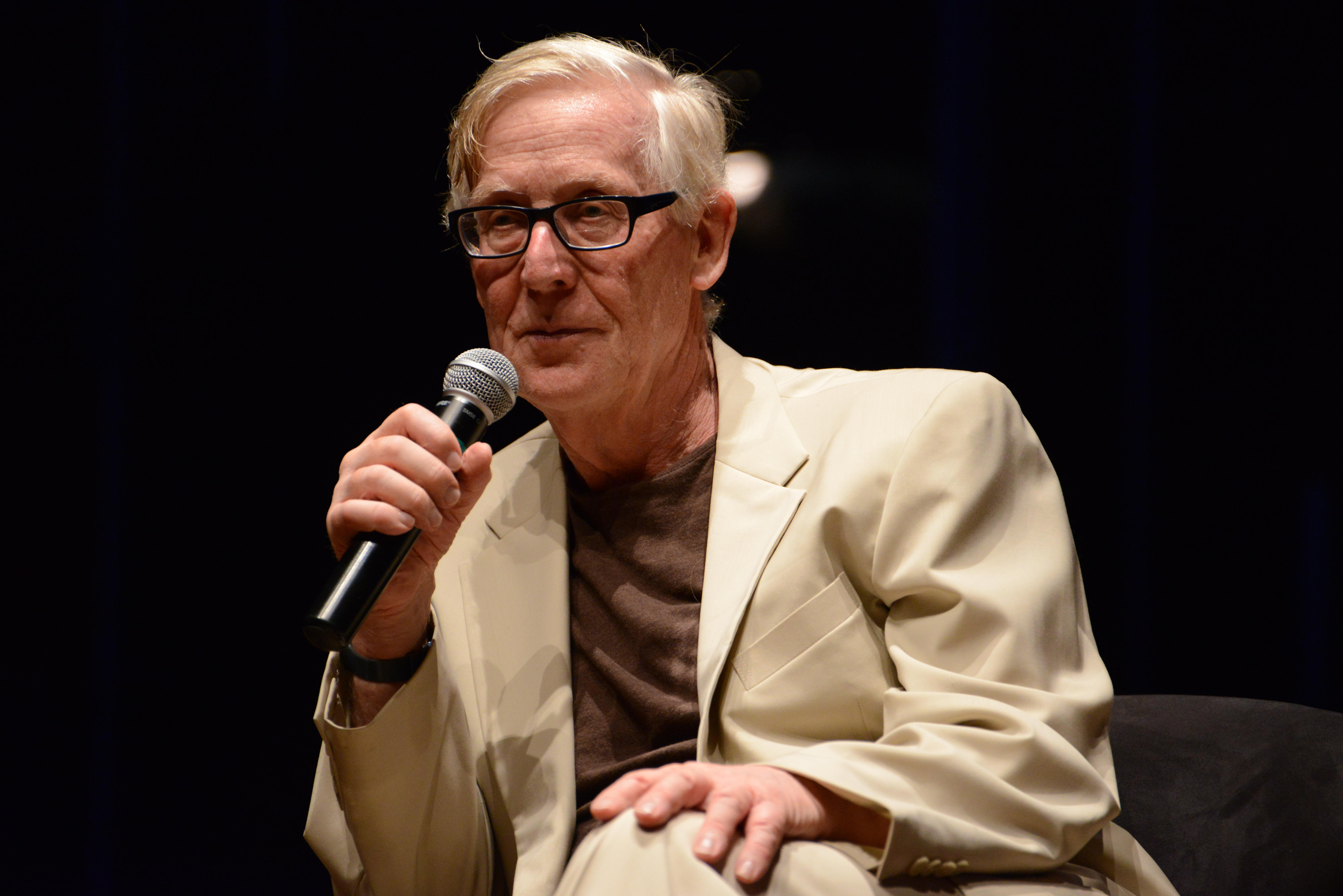
Perry Anderson, 2012

Perry Anderson (* 11. September 1938 in London) ist ein britischer Historiker.

## Biografie
Anderson ist Professor für Geschichte und Soziologie an der University of California in Los Angeles. Als politischer Essayist veröffentlicht er regelmäßig in der London Review of Books und in der New Left Review, deren Herausgeber er lange Jahre war (1962–1982 und 2000–2003). Des Weiteren war er in den 1980er Jahren einige Jahre Professor an der New School for Social Research in New York. Im akademischen Jahr 1997/1998 war Anderson Fellow am Wissenschaftskolleg zu Berlin.
Anderson war in den 1960er und 1970er Jahren einer der wichtigsten Protagonisten der intellektuellen Neuen Linken in Großbritannien. Insbesondere sein Buch Considerations on Western Marxism (1976) entfaltete auch über die Grenzen der angelsächsischen Welt hinaus eine relativ große Wirkung. Anderson prägte darin den Begriff „Westlicher Marxismus“, der ihm zufolge mit Lukacs, Korsch und Gramsci ab den 1920er Jahren entstand. Neben diesen Denkern ordnet er vor allem die Hauptvertreter der Frankfurter Schule dieser Strömung des Marxismus zu. Für Anderson ist der westliche Marxismus u. a. durch das Merkmal der strukturellen Trennung von der politischen Praxis geprägt. Er habe Marx’ eigene Entwicklung in entgegengesetzter Richtung beschritten. Marx habe sich in seiner Entwicklung von der Philosophie weg- und zu Politik und Ökonomie hinbewegt, der westliche Marxismus hingegen sei von Ökonomie und Politik immer mehr auf das Terrain der Philosophie zurückgekommen.

## Mitgliedschaft
- Seit 2005: Deutsche Akademie für Sprache und Dichtung

## Schriften (Auswahl)
- Passages from Antiquity to Feudalism. New Left Books, London 1974, ISBN 0-902308-70-X.
  - deutsch: Von der Antike zum Feudalismus: Spuren der Übergangsgesellschaft. Übersetzt von Angelika Schweikhardt, Suhrkamp, Frankfurt am Main 1978, ISBN 3-518-10922-7.
- Lineages of the Absolutist State. New Left Books, London 1974, ISBN 0-902308-16-5.
  - deutsch: Die Entstehung des absolutistischen Staates. Übersetzt von Gerhard Fehn, Suhrkamp, Frankfurt am Main 1979, ISBN 3-518-10950-2.
- Considerations on Western Marxism. New Left Books, London 1976, ISBN 0-86091-720-7.
  - deutsch: Über den westlichen Marxismus. Aus dem Englischen übersetzt von Reinhard Kaiser. Syndikat, Frankfurt am Main 1978, ISBN 3-8108-0074-0.
  - Neuauflage: Dietz Verlag, Berlin 2023, ISBN 978-3-320-02402-4.
- Arguments within English Marxism. Verso, London 1980, ISBN 0-86091-030-X.
- In the Tracks of Historical Materialism. Verso, London 1983, ISBN 0-86091-076-8.
- A Zone of Engagement. Verso, London & New York 1992, ISBN 0-86091-377-5.
- The Ends of History. Verso, London 1996, ISBN 1-85984-946-6.
  - deutsch: Zum Ende der Geschichte. Übersetzt von Christiane Goldmann, Rotbuch, Berlin 1993, ISBN 3-88022-792-6.
- Spectrum from Right to Left in the World of Ideas. Verso, London / New York 2007, ISBN 978-1-84467-135-9.
- Nach Atatürk. Die Türken, ihr Staat und Europa. Übersetzung Joachim Kalka. Berenberg, Berlin 2009, ISBN 978-3-937834-31-3. Übersetzung aus den Essays Kemalism, London Review of Books, 11. September 2008; After Kemal, London Review of Books, 25. September 2008; The Divisions of Cyprus, London Review of Books, 24. April 2008.
- A Belated Endounter. My father's career in the Chinese Customs Service.
  - deutsch: Eine verspätete Begegnung. Geschichte meines Vaters in China 1914–1941. Übersetzt von Mathias Fienbork, Berenberg, Berlin 2010, ISBN 978-3-937834-38-2.
- The New Old World. Verso, London 2009, ISBN 978-1-84467-312-4.
- The Indian Ideology. Three Essays Collective, Gurgaon 2012, ISBN 978-81-88789-90-0.
  - Die indische Ideologie. Essays. Übersetzung Joachim Kalka. Berenberg, Berlin 2014, ISBN 978-3-937834-70-2.
- American Foreign Policy and Its Thinkers. Verso, London 2015, ISBN 978-1-78168-667-6.
- The Italian Desaster.  London Review of Books, ISSN 0260-9592, Bd. 36, Nº. 10, 2014, S. 3–16
  - deutsch: Das italienische Desaster. Übersetzung Joachim Kalka. suhrkamp, Berlin 2015, ISBN 978-3-518-07440-4.[3]
- The H-Word. The Peripeteia of Hegemony. Verso, London 2017, ISBN 978-1-78663-368-2.
  - deutsch: Hegemonie. Konjunkturen eines Begriffs. Übersetzt von Frank Jakubzik. Suhrkamp, Berlin 2018, ISBN 978-3-518-12724-7.
- The Antinomies of Antonio Gramsci. Verso, London 2018, ISBN 978-1-78663-372-9. (zuerst 1976)
- Brazil Apart 1964–2019. Verso, London / New York 2019, ISBN 978-1-78873-794-4.
- Ever Closer Union? Europe in the West. Verso, London / New York 2021, ISBN 978-1-83976-441-7.
- Different Speeds, Same Furies. Powell, Proust and other Literary Forms. Verso, London / New York 2022, ISBN 978-1-80429-079-8.
- Disputing Disaster. A Sextet on the Great Wars. Verso, London / New York 2024, ISBN 978-1-80429-767-4.